# Corte marziale - Death Sentence
Corte marziale - Death Sentence (Assault at West Point: The Court-Martial of Johnson Whittaker) è un film per la televisione del 1994 diretto da Harry Moses ed interpretato da Samuel L. Jackson e Sam Waterston.

## Trama
Ad un avvocato di Harvard viene affidata la difesa di un giovane afroamericano ammesso all'accademia militare più prestigiosa degli Stati Uniti.
Una scuola dura da cui provengono alcuni dei leader militari più famosi al mondo ma dove si nascondono regole non uguali per tutti.
Qui la giovane recluta subisce pressioni e violenze di ogni tipo e viene congedato senza un valido motivo.
Ora di fronte ai giudici della corte marziale il suo avvocato è deciso a difendere i diritti di un uomo come lui.